# Tribej
Tribej – wieś w Słowenii, w gminie Dravograd. W 2018 roku liczyła 104 mieszkańców.